# Capri Holdings

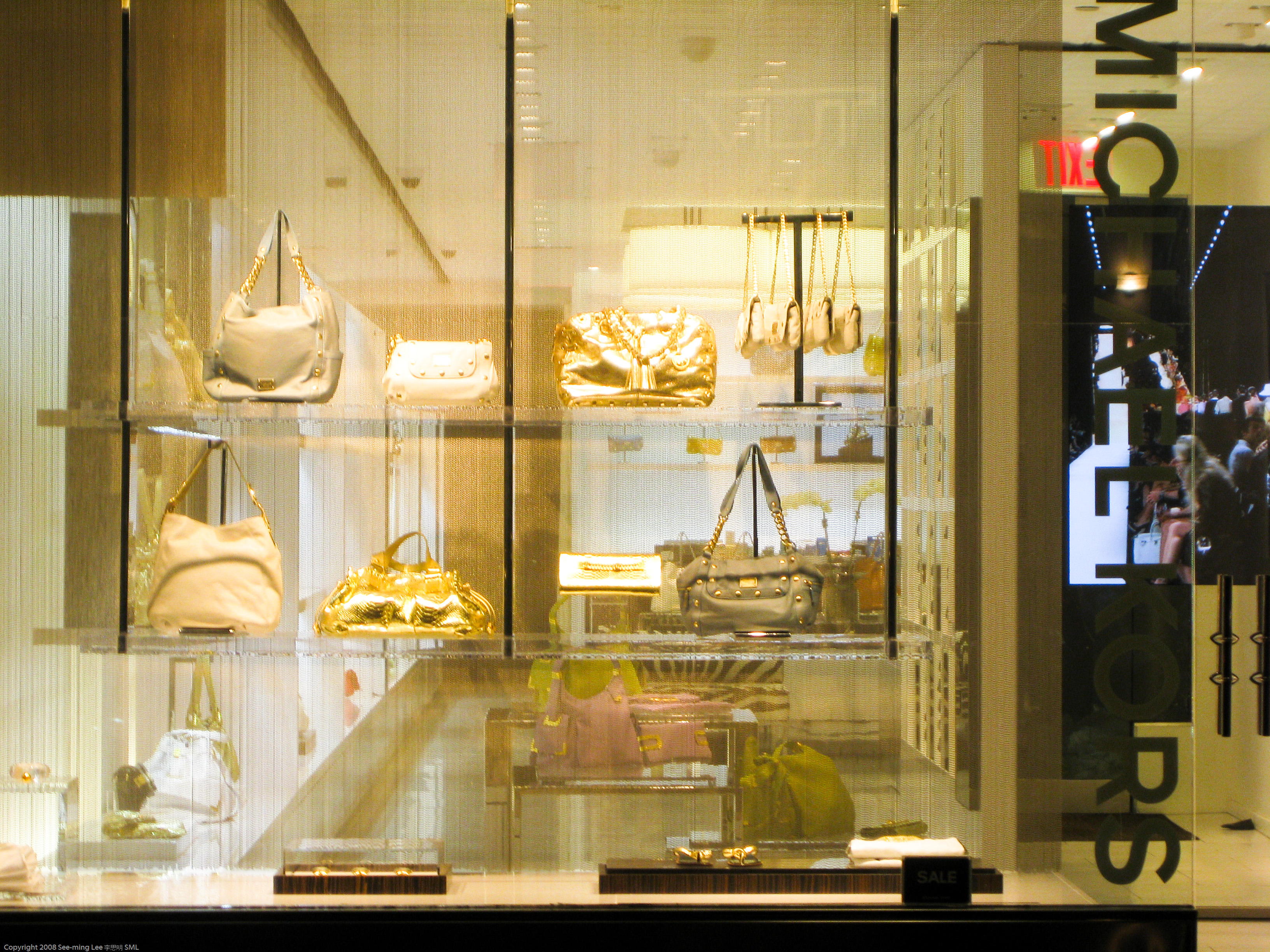
Tienda de complementos de Michael Kors.

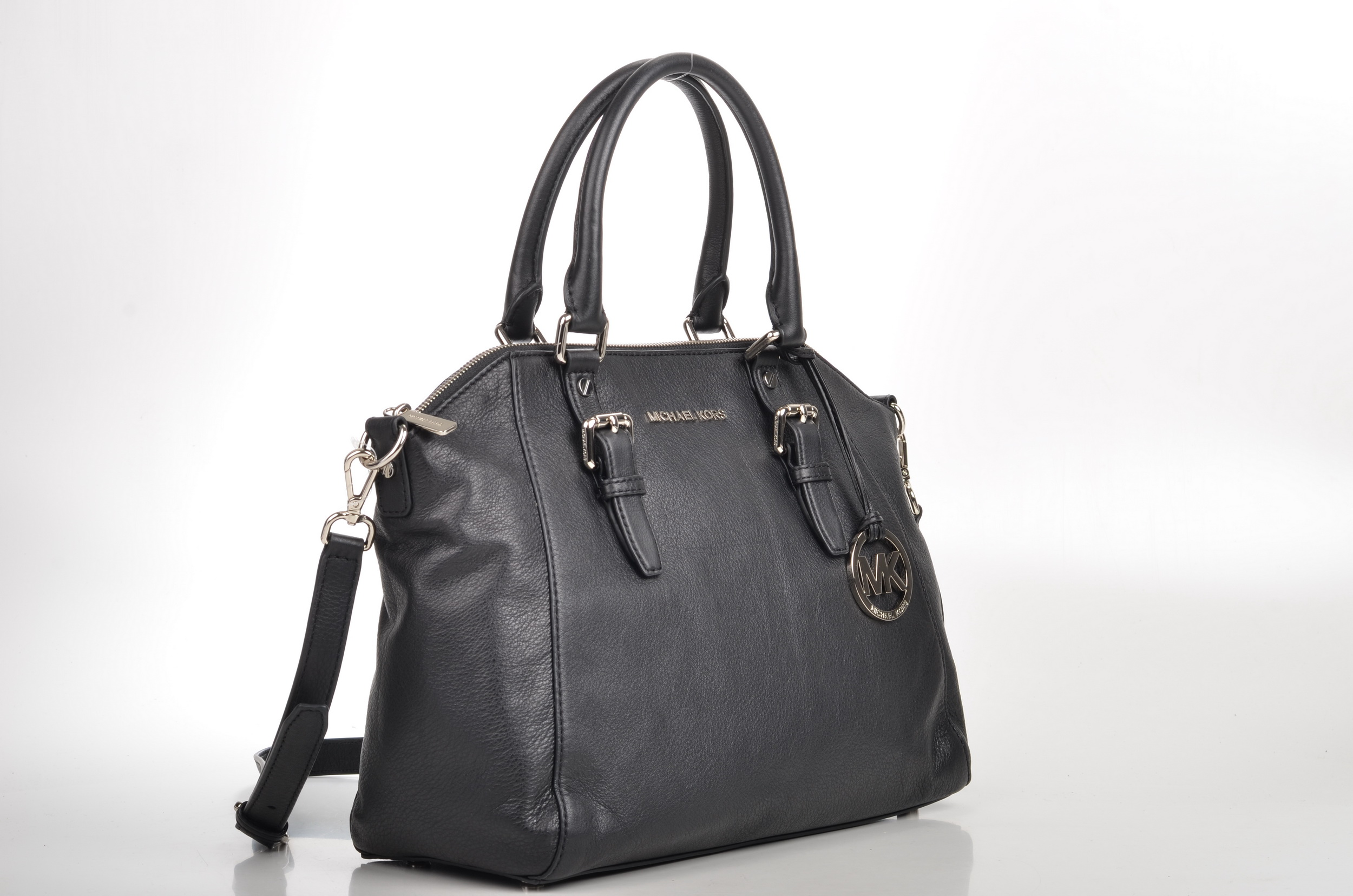
Bolsos de Michael Kors.

Capri Holdings (anteriormente Michael Kors Holdings Limited) es una compañía multinacional de moda con sede en Manhattan, Nueva York. Está presidida desde 1981 por el diseñador Michael Kors. La compañía está especializada en prendas de moda como ropa, zapatos, relojes, bolsos y otros accesorios. En 2015, Michael Kors tenía más de 550 tiendas y 1500 boutiques en varios países.

## Historia
En 2014, los ingresos anuales de la compañía eran de $3,200 millones, con unos beneficios netos de $670 millones. En 2017, la compañía anunció que dejaría de utilizar piel animal en todos sus productos. En julio de 2017, Michael Kors Holdings compró la marca Jimmy Choo Ltd por £896 millones. En 2018, Michael Kors anunció la apertura de dos tiendas nuevas, uno en Waterloo, Nueva York, y otra en el Centro Comercial Fairview, en Kitchener, Ontario. En septiembre de 2018, MKH estudia la compra del grupo italiano Versace, que está valorado en $2,000 millones de dólares.

### Protección de marca
Ante la creciente aparición de productos de lujo falsificados en Canadá, en un intento por hacer cumplir los derechos de la marca, MKH ha iniciado acciones legales contra una importante red de proveedores en el país y ha cerrado varias distribuidoras en el área del Gran Montreal.